# After Man

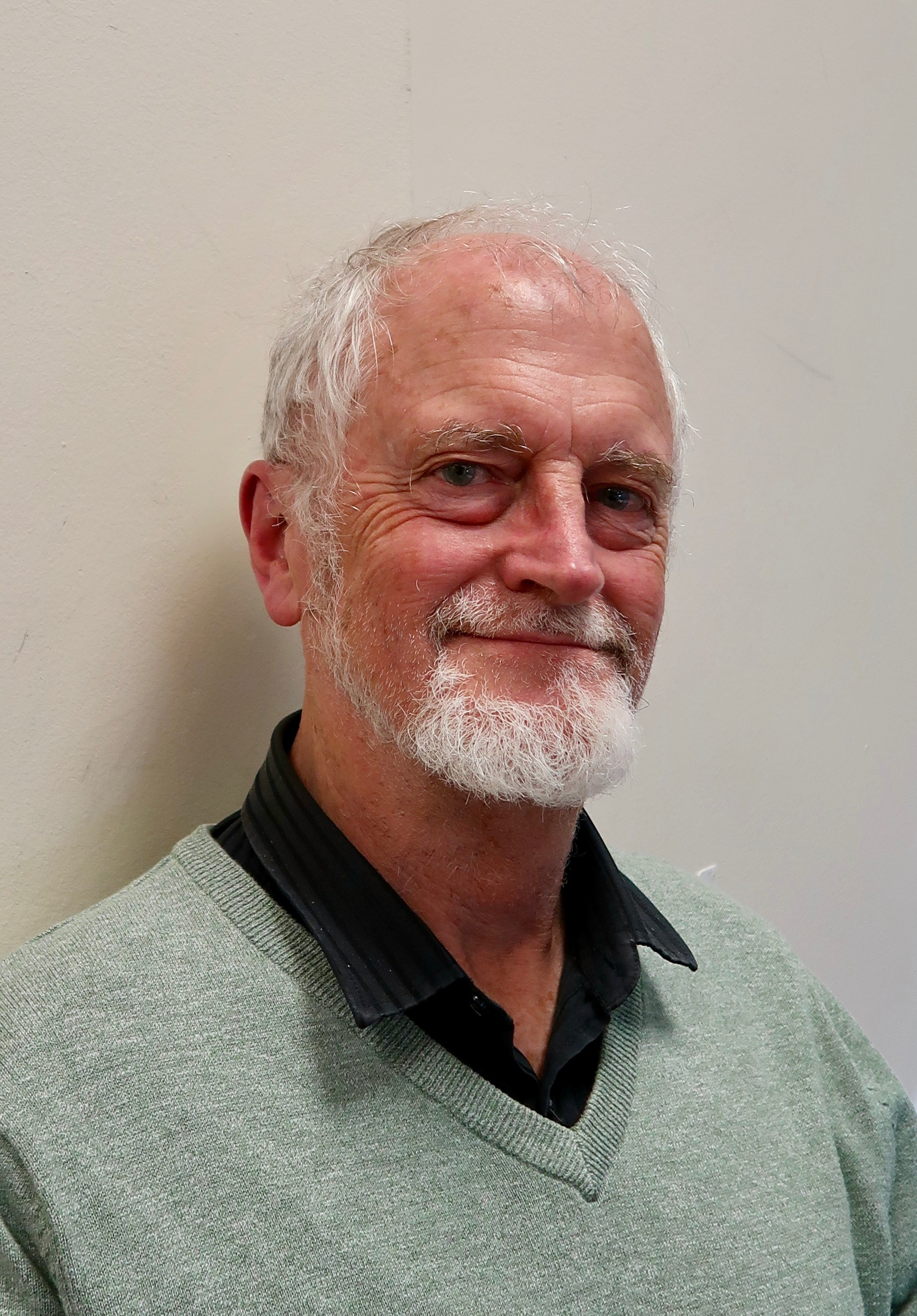
Dougal Dixon em 2019.

Escrito em 1981 pelo paleontólogo escocês Dougal Dixon, After Man: A Zoology of the Future, ou apenas After Man (cujo título pode ser traduzido do inglês para o português como Depois do Homem: Uma Zoologia do Futuro), é um livro que mostra, segundo critérios científicos, como a evolução das espécies atuais, movida principalmente pela movimentação dos continentes, pode criar animais que habitariam o planeta Terra 50 milhões de anos de anos no futuro. Esse tipo de ficção científica é chamado de biologia especulativa ou evolução especulativa.  

## O Mundo do Futuro
Depois de 50 milhões de anos, grande parte da superfície da Terra está muito diferente: a movimentação constante das placas tectônicas (deriva continental) fez com que a África se movesse mais para o norte, se chocando com a Europa e criando uma grande cordilheira de montanhas onde hoje é o Mar Mediterrâneo. A Austrália e a América do Norte também se moveram para o norte e se ligaram com a Ásia. A América do Sul, por outro lado, se distanciou em direção ao sul e tornou-se um continente isolado, como hoje é a Oceania. O livro também mostra três novos arquipélagos: Lemuria, Pacaus e Batavia.

## Os Animais
Seguem abaixo os nomes populares dos supostos animais do futuro e entre parenteses seus nomes científicos. O livro divide os animais do futuro de acordo com seu habitat:

### Bosques e Prados
- Rabbuck (Ungulagus sp.)
- Janiset (Viverinus brevipes)
- Ravene (Vulpemys ferox)
- Rapide (Amphimorphodus longipes)
- Falanx (Amphimorphodus cynomorphus)
- Testadon (Armatechinos impenetrabilis)
- Tusked Mole (Scalprodens talpiforme)
- Oakleaf Toad (Grima frondiforme)
- Chirit (Tendesciurus rufus)
- Tree Drummer (Proboscisuncus sp.)
- Tree Goose (Pendavis bidactylus)
- Purrip Bat (Caecopterus sp.)
- Lutie (Microlagus mussops)
- Truteal (Terebradens tubauris)
- Shrock (Melesuncus sylvatius)
- Reedstilt (Harundopes virgatus)
- Pfrit (Aquambulus hirsutus)
- Angler Heron (Butorides piscatorius)
- Long-necked Dipper (Apterocinclus longinuchus)

### Florestas de Coníferas
- Hornhead (Cornudens sp.)
- Broadbeak (Pseudofraga sp.)
- Pamthret (Vulpemustela acer)
- Spine-tailed Squirrel (Humisciurus spinacaudatus)
- Beaver (Castor sp.)
- Chiselhead (Tenebra vermiforme)
- Trevel (Scandemys longicaudata)
- Common Pine Chuck (Paraloxus targa)

### Regiões Polares
- Bardelot (Smilomys atrox)
- Pilofile (Phalorus phalorus)
- Meaching (Nixocricetus lemmomorphus)
- Bootie Bird (Corvardea niger)
- Gandimot (Bustivapus septentreonalis)
- Lesser Ptarmigan (Lagopa minutus)
- Flightless Auk (Nataralces maritimus)
- Pytherons (Thalassomus piscivorus)
- Distarterops (Scinderedens solungulus)
- Vortex (Balenornis vivipera)
- Porpin (Stenavis piscivora)

### Montanhas
- Groath (Hebecephalus montanus)
- Ruffle (Rupesaltor villupes)
- Shurrack (Oromustela altifera)
- Parashrew (Pennatacaudus volitarius)

### Desertos
- Flapjack (Platycaudatus structor)
- Spitting Featherfoot (Pennapus saltans)
- Leaping Devil (Daemonops rotundus)
- Desert Shark (Psammonarus sp.)
- Desert Leaper (Aquator adepsicautus)
- Grobbit (Ungulamys cerviforme)
- Khilla (Carnosuncus pilopodus)
- Rootsucker (Palatops sp.)
- Fin Lizard (Velusarus bipod)
- Desert Spickle (Fistulostium setosum)

### Pradarias e Savanas
- Picktooth (Dolabrodon fossor)
- Strank (Ungulagus virgatus)
- Wattoo (Ungulagus cento)
- Flightless Guinea Fowl (Pseudostruthio gularis)
- Gigantelope (Megalodorcas sp.)
- Horrane (Phobocebus hamungulus)
- Rabboon (Carnopapio sp.)
- Ghole (Pallidogale nudicollum)

### Florestas Tropicais
- Anchorwhip (Flagellanguis viridis)
- Flunkey (Alesimia lapsus)
- Long-armed Ziddah (Araneapithecus manucaudata)
- Striger (Saevitia feliforme)
- Clatta (Testudicaudatus tardus)
- Khiffah (Armasenex aedificator)
- Turmi (Formicederus paladens)
- Zarander (Procerosus elephanasus)
- Trovamp (Hirudatherium saltans)
- Mud-gulper (Phocapotamus lutuphagus)
- Swimming Anteater (Myrmevenarius amphibius)
- Swimming Monkey (Natopithecus ranapes)
- Toothed Kingfisher (Halcyonova aquatica)
- Tree Duck (Dendrocygna volubaris)
- Chuckaboo (Thylapithecus rufus)
- Slobber (Reteostium cortepellium)
- Hiri-Hiri (Carnophilius ophicaudatus)
- Posset (Thylasus virgatus)
- Giantala (Silfrangerus giganteus)
- Termite Burrower (Neopardalotus subterrestris)

### América do Sul
Nota: a América do Sul é tratada como um habitat a parte no livro, pelo fato de, no futuro, ela estar isolada de todos os outros continentes.
- Gurrath (Oncherpestes fodrhami)
- Tapimus (Tapimus maximus)
- Nightglider (Hastatus volans)
- Flower-faced Pottoo (Gryseonycta rostriflora)
- Strick (Cursomys longipes)
- Wakka (Anabracchium struthioforme)

### Ilha de Lemúria
- Valuphant (Valudorsum gravum)
- Snorke (Lepidonasus lemurienses)
- Long-necked Yippa (Altocephalus saddi)
- Cleft-back Antelope (Castratragus grandiceros)
- Tick Bird (Invigilator commensalis)

### Arquipélago de Batávia
- Flooer (Florifacies mirabila)
- Shalloth (Arboverspertilio apteryx)
- Night Stalker (Manambulus perhorridus)
- Surfbat (Remala madipella)

### Arquipélago de Pacaus
- Pacaus Bird Snake (Avanguis pacausus)
- Terratail (Ophiocaudatus insulatus)

## Outros trabalhos
Esse livro não foi o único a falar sobre o tema evolução especulativa. Mais tarde, outros autores também fizeram projetos similares, como o livro Future Evolution, de Peter Ward. O próprio Dixon escreveu Man After Man: An Anthropology of the Future, que mostra outra versão do futuro, na qual a humanidade não acaba extinta. Dixon também colaborou no documentário do Animal Planet, The Future is Wild (exibido no Brasil no Discovery Channel com o título de Futuro Selvagem), que utiliza computação gráfica para especular sobre os animais de um futuro ainda mais distante.